# Göran Gustafsson (affärsman)
Göran Gustafsson, född 1919 i Mukkavaara i Gällivare kommun, död 2003, var en svensk affärsman och forskningsdonator.
Som ung arbetade han som skogsarbetare och lokförare, men övergick sedan till affärsverksamhet. Han blev mycket framgångsrik inom framför allt  fastighetsbranschen, först i Lappland och Norrbotten, senare även i Stockholm och Uppsala, vilket gjorde honom till en av Sveriges rikaste personer. Detta blev grunden till hans stora donationer (totalt över 400 miljoner kronor) och grundandet av Göran Gustafssons stiftelse.
Gustafsson promoverades till teknologie hedersdoktor vid Kungliga Tekniska högskolan 1987.